# (2189) Zaragoza
(2189) Zaragoza (1975 QK) – planetoida z grupy pasa głównego asteroid okrążająca Słońce w ciągu 3,73 lat w średniej odległości 2,4 au. Odkryta 30 sierpnia 1975 roku.